# Phrudocentra genuflexa
Phrudocentra genuflexa là một loài bướm đêm trong họ Geometridae.